# Industria cartaria

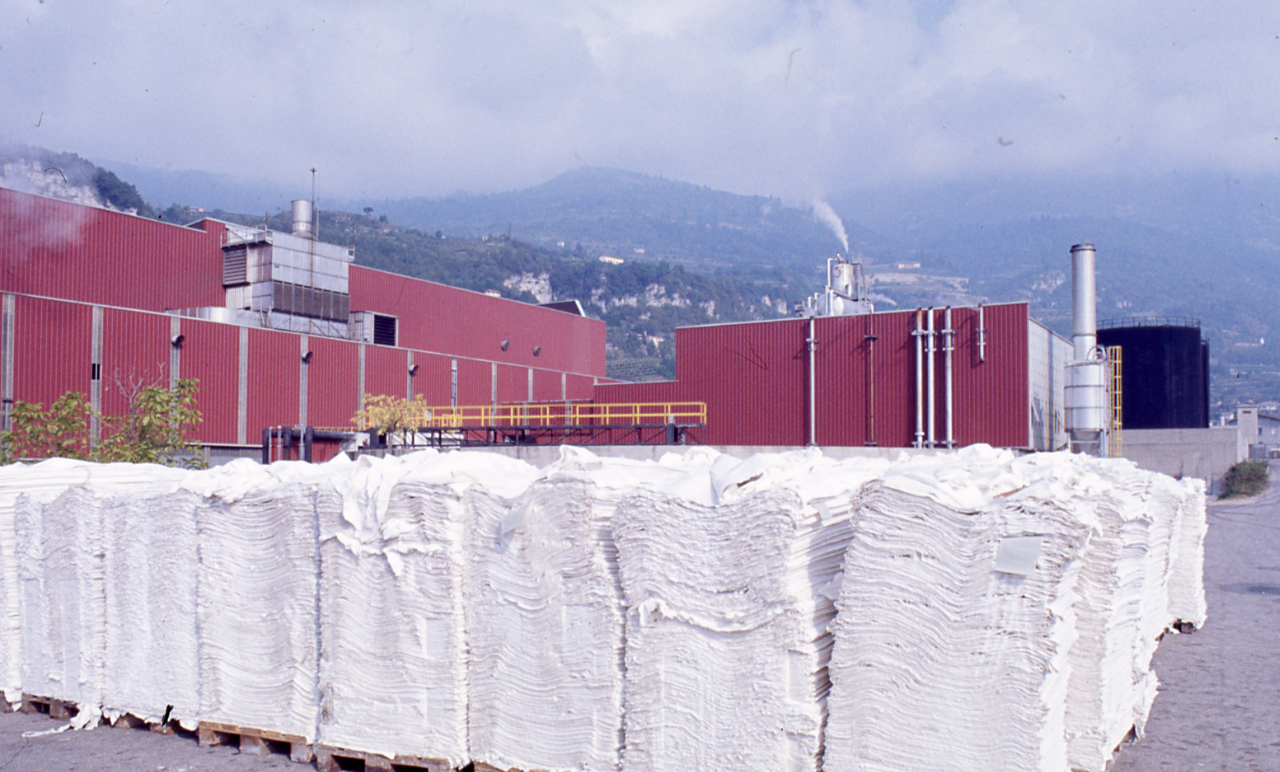
Uno stabilimento cartario. Foto di Paolo Monti, 1980

L'industria cartaria è il settore dell'attività manifatturiera composto dalle cartiere che si occupano della produzione della carta e del cartone quali semilavorati o supporti ad esempio per la stampa o per l'imballaggio. Si differenzia dall'industria della cellulosa e della pasta legno che, a monte, fornisce la materia prima necessaria alla lavorazione dell'industria cartaria e dall'industria cartotecnica e dall'industria dell'imballaggio che sono settori manifatturieri a valle cioè che utilizzano i semilavorati delle cartiere.

## Descrizione

### Tipologie di prodotti
L'industria cartaria, pur essendo caratterizzata dall'uso di cellulosa o materiali cellulosici come materia prima, può suddividersi in diverse tipologie a seconda dell'uso finale del prodotto. Spesso una cartiera nasce e muore realizzando un'unica tipologia di prodotto, ma capita anche che per motivi industriali o commerciali una cartiera si riconverta e si dedichi a prodotti cartari nuovi o differenti.
Grossolanamente si distinguono attività produttive per:
- carta igienica sanitaria (chiamata anche tissue);
- carta e cartone per l'imballaggio;
- carte grafiche (tipologia molto ampia che può suddividersi in sottogruppi di prodotto);
- carte tecniche industriali (generalmente sono dei semilavorati e supporto per altre trasformazioni; ad esempio per la carta abrasiva, la carta per avvolgimenti elettrici, la carta per laminati plastici ecc...)

### Industrie
| Posizione | Gruppo industriale      | Nazione                | Fatturato 2009 (milioni US$) | Guadagno 2009 (milioni US$) |
| --------- | ----------------------- | ---------------------- | ---------------------------- | --------------------------- |
| 1         | International Paper     | Stati Uniti (bandiera) | 23366                        | 663                         |
| 2         | Kimberly-Clark          | Stati Uniti (bandiera) | 19115                        | 1884                        |
| 3         | SCA                     | Svezia (bandiera)      | 14633                        | 629                         |
| 4         | Oji Paper               | Giappone (bandiera)    | 13535                        | 13                          |
| 5         | Nippon Paper Industries | Giappone (bandiera)    | 12692                        | -251                        |
| 6         | Stora Enso              | Finlandia (bandiera)   | 12478                        | -1227                       |
| 7         | UPM-Kymmene             | Finlandia (bandiera)   | 10768                        | 236                         |
| 8         | Smurfit Kappa           | Irlanda (bandiera)     | 8450                         | -170                        |
| 9         | Mondi Group             | /                      | 7334                         | -46                         |
| 10        | Metsä Group             | Finlandia (bandiera)   | 6748                         |                             |

| Posizione | Gruppo industriale | Nazione           | Fatturato 2009 (milioni US$) | Guadagno 2009 (milioni US$) |
| --------- | ------------------ | ----------------- | ---------------------------- | --------------------------- |
| 35        | Cartiere Burgo     | Italia (bandiera) | 2781                         | -17                         |
| 96        | Reno De Medici     | Italia (bandiera) | 597                          | -10                         |

Oltre le già citate Cartiere Burgo e Reno De Medici, altre importanti industrie italiane del settore sono per esempio le Cartiere Miliani Fabriano, Fedrigoni Group, Lucart, Industria Cartaria Pieretti, Nuove Cartiere Tivoli e Sofidel. 
I principali distretti cartari italiani si trovano in Provincia di Verona, nella zona di Fabriano (Marche), nella Piana di Lucca e nella Valdinievole. In particolare il distretto cartario di Lucca è fra i più attivi nella produzione nazionale di carta tissue e del cartone ondulato.
Invece nel mondo circa la metà dell'intera produzione di carta ha luogo in Cina e negli Stati Uniti. Il resto della produzione avviene essenzialmente in Giappone, Germania, Corea del Sud, Finlandia e Svezia.

## Processo produttivo

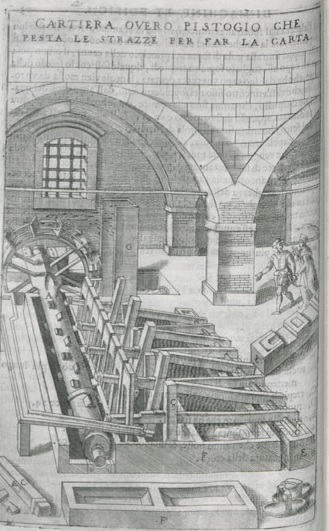
Macchina a pistoni per il pestaggio e preparazione degli stracci per la realizzazione della carta in una rappresentazione del XVII secolo

Le cartiere sono le aziende che appartengono al settore dell'industria cartaria. In tutte le cartiere vengono eseguite le fasi di preparazione del foglio che si dividono in:
- preparazione dell'impasto, in lavorazioni a batch discontinuo in grosse tine
- fabbricazione del foglio, con la macchina continua (processo continuo)
- allestimento

In alcune cartiere possono poi avvenire delle fasi di lavorazione del foglio dopo che è stato prodotto dalla macchina continua. Tecnicamente queste operazioni che servono a conferire al foglio di carta determinate caratteristiche tecniche o strutturali, appartengono ad una fase di lavorazione successiva che ricade nel settore dell'industria cartotecnica. Tuttavia per motivi sia storici che logistici, molte cartiere, specialmente quelle che producono carta per settore grafico, hanno conservato una o più delle seguenti fasi:
- patinatura
- calandratura
- marcatura
- taglio

### Preparazione dell'impasto
La cellulosa, o la carta da riciclare, vengono sfracellate in tine apposite ed unite alle altre materie prime all'interno di tine di mescola. La concentrazione o il secco dell'impasto può variare fra il 6% e l'1%. L'impasto desiderato è quindi mandato alla macchina continua.

### Separazione della cellulosa dalla lignina
Per trasformare il legno in carta, per prima cosa bisogna separare la cellulosa dalla lignina, sostanza presente nella parete cellulare delle piante superiori. Tale sostanza presente nel legno si concentra in netta maggioranza nella lamella mediana (60-90%) e
diminuisce costantemente negli strati successivi, raggiungendo la concentrazione
minore nella parete secondaria. Essa si trova in percentuale leggermente superiore
nelle gimnosperme piuttosto che nelle angiosperme. La separazione può avvenire grazie a processi meccanici (macinazione a vapore) oppure chimici (reazioni controllate) ottenendo così una pasta di cellulosa meccanica o chimica (la seconda è molto più cara ma anche inquinante perché composta a base di zolfo).

### La pasta chimica o di cellulosa
Il legno viene privato della corteccia, ridotto in piccoli pezzettini (chiamati chips) e mischiato con dei sali in speciali bollitori (autoclave).Durante la cottura dal legno si separano molti materiali incostanti come la lignina, e rimane quindi la cellulosa quasi pura.
Se nello stesso stabilimento c'è anche la cartiera la cellulosa viene raffinata, lavata, e sbiancata; se invece deve essere spedita bisogna togliere la maggior parte dell'acqua e viene confezionata in quadratoni.

### La pasta semi-chimica
Le paste semi-chimiche sono prodotte partendo da chips di piante latifoglie (faggio e pioppo), e il processo produttivo è molto simile a quello per la pasta chimica.
La sola differenza è che la lignina e le altre sostanze incrostanti non vengono completamente sciolte. La qualità di questo tipo di pasta è molto inferiore alla cellulosa pura. Queste paste semi-chimiche vengono utilizzate per la produzione di carta da giornale e da stampa.

### La pasta ad alta resa
Le paste ad alta resa sono prodotte ammorbidendo la lignina, senza separarla.Ammorbiditi e sbiancati, vengono inviati nei raffinatori. Qui vengono disintegrati e raffinati. Dopo un lavaggio finale, le paste sono pronte per essere utilizzate. Le paste ad alta resa sono impiegate per la produzione di quasi tutti i tipi di carte e cartoni.

### La pasta meccanica
Si tratta, anche in questo caso, di una pasta ad alta resa. ottenuta sfibrando il legno esclusivamente per via meccanica.

### Sbiancamento
La "sbianca" è il processo successivo nel ciclo di produzione della carta. Un tempo per quest'operazione veniva utilizzato il cloro (ipoclorito), con inquinamento delle acque di scarico; oggi viene utilizzata acqua ossigenata, recuperando poi le acque di scarico per utilizzarle nel ciclo successivo.

### Feltrazione
La carta è una sottile pellicola formata da fibre cellulosiche saldate in un insieme più o meno sottile ottenuto grazie ad un processo di "feltrazione": cioè facendo passare attraverso una tela una massa d'acqua ed essiccando successivamente il sottile strato di materiale che non è passato attraverso la tela.
La miscela di acqua e cellulosa da cui si ottiene la carta viene preparata in appositi contenitori (pulper) dove spesso, per preparare diversi tipi di carta, si mette una quantità di carta da macero liberata dalle impurità e, se il prodotto deve essere carta bianca, viene disinchiostrata (con processi a vapore).

### Fabbricazione del foglio
L'impasto viene portato alla macchina continua che fabbrica il foglio. Questa macchina si divide in due parti: zona feltrazione, dove l'impasto perde acqua e si forma il foglio umido; zona seccheria, dove il foglio viene asciugato ulteriormente lisciato e arrotolato su una bobina. Una cartiera, in media, al giorno produce 1440 km di carta (1 km/minuto).
L'industria cartotecnica poi utilizza le bobine.

## Pubblicazioni internazionali dell'industria cartaria
Elenco delle principali riviste e periodici dell'industria cartaria che trattino argomenti tecnici o scientifici relativi al processo di produzione o degli aspetti economici. Indicazione del paese di pubblicazione e dei maggiori paesi di diffusione
- Carta e Cartiere – Italia
- Industria della carta – Italia
- Perini Journal – Italia
- Allgemeine Papier Rundschau – Germania
- Appita Journal – Australia, sud-est asiatico
- Atip – Francia
- China Pulp & Paper Industry – Cina
- El Papel – Spagna, America Latina
- Euwid – Germania, Europa
- Fiber and Paper Express – Finlandia
- Ipw – Germania, Europa
- Japan Tappi Journal – Giappone
- Kagit Sanayii – Turchia
- La Papeterie – Francia, Belgio, Nord Africa
- La Revue du Papier Carton – Francia
- Les Papetieres du Quebec – Canada
- METissue – Libano, nord Africa, medio-oriente
- O Papel – Brasile
- Paper Age Magazine – USA
- Paper Mart – India
- Paper Middleast – Medio Oriente
- Paper Technology – Regno Unito
- Paperasia – Asia
- Paperi Ja Puu – Finlandia
- Paper and Life magazine – Ucraina, est Europa
- Papir – Slovenia
- Papir a Celulosa – Repubblica Ceca e Slovacchia
- Pasta e Papel – Portogallo, Brasile
- Prezeglad Papierniczy – Polonia
- Professional Papermaking – Germania, Europa
- Pulp and Paper – USA, nord America
- Pulp and Paper International (PPI) – USA, mondo
- Pulp Paper Board – Russia
- Tappi and Pima Solutions – USA
- Tappi Journal – USA, resto del mondo
- Tissue World Magazine – Indonesia, oriente
- Towgether – Germania
- World Pulp & Paper – UK, diffusione internazionale